# 芒特普萊森特 (紐約州)
芒特普萊森特（英語：Mount Pleasant）是一個位於美國紐約州西徹斯特縣的鎮。

## 人口
根據2020年美國人口普查的數據，芒特普萊森特的面積為84.92平方千米，當中陸地面積為71.10平方千米，而水域面積為13.82平方千米。當地共有人口44436人，而人口密度為每平方千米523人。